# Myrsine coriacea
El cucharo blanco (Myrsine coriacea) es una especie de árbol de la familia [Myrinaceae], que se encuentra en abundancia en matorrales y bosques secundarios desde México hasta el norte de Argentina, entre 800 y 3200 m.s.n.m.

## Descripción
Alcanza entre 5 y 20 m de altura. El tronco es recto, con muchas lenticelas, tiene hasta 50 cm de diámetro, corteza color gris a rosado, madera color canela. Ramas extendidas, copa densa. Hojas simples, alternas, helicoidales, lanceoladas, brillantes, pilosas, de hasta 12 cm de longitud por 4 cm de ancho. La planta posee aspecto ferruginoso en el envés de las hojas en la vena primaria y en los peciolos, de ahí su anterior nomenclatura (Myrsine ferruginea o Rapanea ferruginea). Inflorescencias con 3 a 12 flores de color crema a amarillo verdoso. Frutos en drupas semicarnosas, con pericarpo fino de color violeta a morado al madurar; semillas lenticeladas.

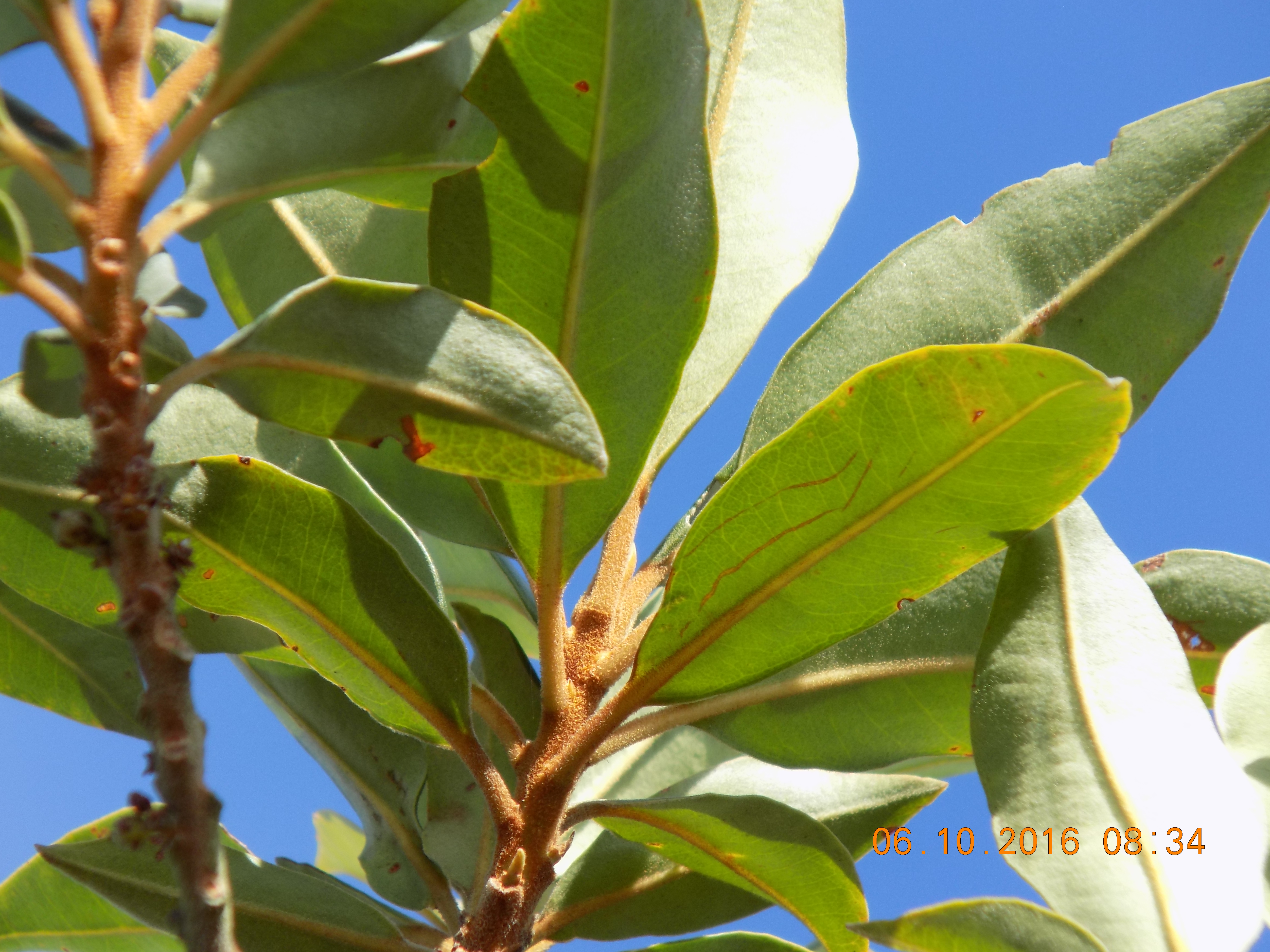
Filotaxia vista desde el envés de las hojas. (Imagen tomada en Valle del Abra - Tenjo - Colombia.

## Subespecies
Se registran tres subespecies:
- M. c. coriacea
- M. c. nigrescens
- M. c. reticulata